# Liste d'élections en 1985
Chronologie des élections
- 1981
- 1982
- 1983
- 1984
- 1985
- 1986
- 1987
- 1988
- 1989

Cette liste recense les élections organisées durant l'année 1985. Elle inclut les élections législatives et présidentielles nationales dans les États souverains, ainsi que les principaux référendums.
Dans les années 1980, il existe principalement deux sortes de régimes électoraux : celui des démocraties multipartites, et celui des régimes à parti unique. Dans ces derniers, un seul parti politique est autorisé, et les citoyens sont généralement appelés à départager plusieurs candidats proposés par les autorités, ou bien à approuver un candidat unique par plébiscite. Les régimes à parti unique se trouvent notamment dans le bloc communiste (Roumanie en mars, Hongrie en juin, Pologne en octobre) et dans une grande partie de l'Afrique.

## Par mois

### Janvier
Il n'y a pas d'élection nationale en janvier 1985.

### Février
| Date       | Pays         | Élections      | Contexte | Résultats |
| ---------- | ------------ | -------------- | --- | --- |
| 10 février | Syrie        | Présidentielle | La Syrie à cette date est un État à parti unique. L'élection présidentielle est un plébiscite : les citoyens sont appelés à voter pour ou contre le candidat unique. | Hafez el-Assad (Parti Baas) est réélu officiellement avec 100 % de suffrages favorables (376 « non » face à 6,2 million de « oui »). Les autorités revendiquent un taux de participation de 99,4 %. |
| 12 février | Corée du Sud | Législatives   | La Corée du Sud à cette date demeure à bien des égards une dictature militaire. Les partis d'opposition existent, mais opèrent dans un climat répressif. | Le Parti de la justice démocratique (conservateur, néo-libéral, autoritaire) conserve une majorité absolue des sièges. Lho Shin-yong est nommé premier ministre. |
| 21 février | Koweït       | Législatives   | Seuls les hommes ont le droit de vote. Il n'existe pas de partis politiques formels. | Les candidats favorables au gouvernement conservent une majorité absolue des sièges. Les islamistes subissent un recul, tandis que les candidats nationalistes et démocrates progressent. Saad al-Abdallah al-Salim al-Sabah demeure premier ministre.                                                                                                  |
| 22 février | Samoa        | Législatives   | Seuls les matai (chefs de famille traditionnels) peuvent voter et se présenter. Deux sièges sont néanmoins réservés aux « électeurs individuels », qui sont les citoyens non-autochtones. | Le Parti pour la protection des droits de l'homme (conservateur) conserve une majorité absolue des sièges. Tofilau Eti Alesana demeure premier ministre. |
| 28 février | Pakistan     | Législatives   | Premières élections depuis le coup d'État militaire de 1977. Les partis politiques ne sont pas autorisés à présenter de candidats ; tous les candidats doivent se présenter sans étiquette. Le Mouvement pour la restauration de la démocratie, qui rassemble les opposants au régime militaire, boycotte les élections. | Les députés sont élus sans étiquette. Dans l'ensemble, les modérés l'emportent sur les islamistes. Muhammad Khan Junejo est nommé premier ministre par le dictateur militaire Muhammad Zia-ul-Haq. Le nouveau premier ministre demande la fin de la loi martiale et la restauration des droits des partis politiques, accordés quelques mois plus tard. |

### Mars
| Date    | Pays                        | Élections    | Contexte | Résultats |
| ------- | --------------------------- | ------------ | --- | --- |
| 3 mars  | Gabon                       | Législatives | Le Gabon à cette date est un État à parti unique. Des primaires au sein du parti ont lieu le 17 février, afin de choisir un candidat unique par circonscription. Ce candidat est ensuite soumis à l'approbation des citoyens le 3 mars. Voter est obligatoire. | L'ensemble des candidats sont déclarés élus, ayant tous recueilli une majorité de suffrages favorables dans leur circonscription. Le Parti démocratique (conservateur) remporte ainsi tous les sièges.                                                                              |
| 5 mars  | États fédérés de Micronésie | Législatives | Il n'existe pas de partis politiques aux États fédérés de Micronésie. Tous les candidats se présentent sans étiquette. Le pays est une démocratie parlementaire, État autonome mais sous souveraineté des États-Unis d'Amérique. | Le nouveau Congrès renouvelle sa confiance dans le président de la République, Bailey Olter. |
| 17 mars | Roumanie                    | Législatives | La Roumanie à cette date est un État à parti unique. Tous les candidats doivent être approuvés par le Front de l'unité socialiste et de la démocratie. Dans plus de la moitié des circonscriptions, il n'y a qu'un seul candidat ; dans les autres, les citoyens ont le choix entre deux ou trois candidats. Les citoyens peuvent également voter contre l'ensemble des candidats proposés. | Le Front, dirigé par le Parti communiste, remporte tous les sièges. Ses candidats recueillent officiellement 97,7 % de suffrages favorables. Constantin Dăscălescu demeure premier ministre. Le 29 mars, le Parlement reconduit Nicolae Ceaușescu à la présidence de la République. |
| 21 mars | Bangladesh                  | Référendum   | Il est demandé aux citoyens d'approuver le maintien de la dictature militaire instaurée par Hossain Mohammad Ershad en 1982, « jusqu'à ce qu'un gouvernement civil soit formé par des élections ». | D'après les résultats officiels, la proposition est approuvée par 94,5 % des votants. |
| 24 mars | Togo                        | Législatives | Le Togo à cette date est un État à parti unique. Le parti valide néanmoins près de trois fois plus de candidats qu'il n'y a de sièges à pourvoir, invitant les citoyens à les départager. En conséquence, il y a une réelle campagne électorale, parfois marquée par des violences entre partisans de candidats rivaux.                                                                     | Le Rassemblement du peuple togolais remporte mécaniquement tous les sièges. |
| 31 mars | Salvador                    | Législatives | Le pays est en guerre civile. L'armée, échappant en grande partie au contrôle du gouvernement du président José Napoleón Duarte (démocrate-chrétien), commet des actes de torture, viols et massacres à l'encontre de civils. | Le Parti démocrate-chrétien, qui disposait d'une majorité relative des sièges, remporte cette fois la majorité absolue. |

### Avril
| Date     | Pays  | Élections                      | Contexte | Résultats |
| -------- | ----- | ------------------------------ | -------- | --- |
| 14 avril | Pérou | Législatives et présidentielle |          | Alternance. L'Alliance populaire révolutionnaire américaine (centre-gauche) obtient une majorité absolue des sièges. Son candidat Alan García est élu président avec 53,1 % des voix, face à huit autres candidats. |

### Mai
| Date  | Pays           | Élections  | Contexte | Résultats                                             |
| ----- | -------------- | ---------- | --- | ----------------------------------------------------- |
| 5 mai | Chypre du Nord | Référendum | Les citoyens sont invités à approuver ou rejeter une proposition de nouvelle Constitution, qui abolirait la restriction sur le nombre de mandats présidentiels, et rendrait obligatoire la tenue de référendums pour tout amendement à la Constitution. | La Constitution est approuvée par 70,2 % des votants. |

### Juin
| Date    | Pays           | Élections                      | Contexte | Résultats |
| ------- | -------------- | ------------------------------ | --- | --- |
| 3 juin  | Grèce          | Législatives                   | | Le PASOK (centre-gauche) conserve une majorité absolue des sièges. Andréas Papandréou demeure premier ministre. |
| 8 juin  | Hongrie        | Législatives                   | La Hongrie à cette date est un État à parti unique. Les autorités présentent deux candidats par circonscription, et invitent les citoyens à les départager. | Le Parti socialiste ouvrier (marxiste-léniniste) conserve une majorité absolue des sièges. Les autres sièges reviennent à des candidats sans étiquette approuvés par le parti. György Lázár demeure premier ministre.                       |
| 9 juin  | Chypre du Nord | Présidentielle                 | | Rauf Denktaş (Parti de l'unité nationale, conservateur) est réélu avec 70,2 % des voix, devant notamment Özker Özgür (Parti républicain, gauche).                                                                                           |
| 19 juin | Mali           | Législatives et présidentielle | Le Mali à cette date est un État à parti unique. Pour les législatives, le parti présente une liste unique, comprenant autant de candidats qu'il y a de sièges à pourvoir. Les citoyens sont appelés à approuver ou rejeter cette liste. L'élection présidentielle est un plébiscite : les citoyens votent pour ou contre le candidat unique. | La liste unique présentée par l'Union démocratique du peuple malien recueille officiellement 99,9 % de suffrages favorables ; tous les candidats sont donc élus. Le président Moussa Traoré est réélu avec 99,92 % de suffrages favorables. |
| 23 juin | Chypre du Nord | Législatives                   | | Le Parti de l'unité nationale (conservateur) conserve sa majorité relative des sièges, manquant de peu la majorité absolue. |

### Juillet
| Date             | Pays      | Élections                      | Contexte | Résultats |
| ---------------- | --------- | ------------------------------ | --- | --- |
| 1er juillet      | Dominique | Législatives                   | | Le Parti de la liberté (conservateur) conserve une majorité absolue des sièges. Eugenia Charles demeure première ministre. |
| 1er et 2 juillet | Zimbabwe  | Législatives                   | Premières élections législatives depuis la proclamation du Zimbabwe comme État indépendant en 1980. (Des élections avaient néanmoins eu lieu en amont de cette indépendance.) La minorité blanche du pays dispose d'un cinquième des sièges, qui lui sont réservés. Les citoyens blancs votent le 27 juin, quelques jours avant leurs compatriotes.                                          | L'Union nationale africaine (nationaliste, populiste) conserve une majorité absolue des sièges. Robert Mugabe demeure premier ministre. |
| 7 juillet        | Mexique   | Législatives                   | | Le Parti révolutionnaire institutionnel (centriste, corporatiste) conserve une majorité absolue des sièges. |
| 14 juillet       | Bolivie   | Législatives et présidentielle | | Parlement sans majorité. Le Mouvement nationaliste révolutionnaire (droite néo-libérale) obtient une majorité relative des sièges à la Chambre des députés, et une majorité absolue au Sénat. Le suffrage populaire n'ayant accordé une majorité absolue des voix à aucun des candidats à la présidentielle, le Congrès choisit Víctor Paz Estenssoro (MNR) pour la présidence de la République, bien que Hugo Banzer Suárez (Action démocratique nationaliste, droite néo-libérale) l'ait devancé au suffrage populaire. |
| 22 juillet       | Haïti     | Référendum                     | Les citoyens sont appelés à approuver une proposition de nouvelle Constitution. Celle-ci restaure le multipartisme, mais n'autorise que les partis qui prêtent allégeance au président Jean-Claude Duvalier. Ce dernier bénéficie toujours du statut de président à vie, et peut nommer le premier ministre sans l'approbation du Parlement. Il peut également nommer le prochain président. | Les autorités annoncent que la Constitution a été approuvée par 99,98 % des votants. Ce résultat n'est pas jugé crédible par la communauté internationale. Une révolte éclate en octobre. Lâché par le président américain Ronald Reagan, qui l'a longtemps soutenu en raison de son anticommunisme, Jean-Claude Duvalier s'enfuit en France en février 1996. |

### Août
| Date    | Pays   | Élections      | Contexte | Résultats |
| ------- | ------ | -------------- | --- | --- |
| 16 août | Iran   | Présidentielle | La République islamique d'Iran n'est pas une démocratie. Seuls les candidats favorables au régime instauré par la Révolution de 1979 peuvent prétendre au pouvoir. | Ali Khamenei (Parti de la république islamique) est réélu avec 87,9 % des voix, devant deux autres candidats. |
| 28 août | Palaos | Présidentielle | L'élection fait suite à l'assassinat du président Haruo Remeliik le 30 juin. Il n'existe pas de partis politiques aux Palaos. Tous les candidats se présentent sans étiquette. Le pays est une démocratie, État autonome mais sous souveraineté des États-Unis d'Amérique. | Lazarus Salii est élu avec 53,9 % des voix, face à Alfonso Oiterong.                                          |

### Septembre
| Date               | Pays                 | Élections    | Contexte | Résultats |
| ------------------ | -------------------- | ------------ | --- | --- |
| 8 et 9 septembre   | Norvège              | Législatives | | Parlement sans majorité. Le Parti travailliste (centre-gauche) conserve une majorité relative des sièges. Gro Harlem Brundtland demeure première ministre.                                                 |
| 12 septembre       | Tuvalu               | Législatives | Il n'existe pas de partis politiques ; tous les candidats se présentent donc sans étiquette. Le pays est une démocratie parlementaire. | Victoire de la majorité sortante. Tomasi Puapua demeure premier ministre. |
| 15 septembre       | Suède                | Législatives | | Parlement sans majorité. Les Sociaux-démocrates conservent une majorité relative des sièges. Olof Palme demeure premier ministre.                                                                          |
| 17 et 18 septembre | Lesotho              | Législatives | Premières élections depuis quinze ans. Le Parti national du Basutoland, au pouvoir, avait refusé de reconnaître sa défaite aux élections de 1970, et avait conservé le pouvoir par la force. Pour le scrutin de 1985, les partis d'opposition soupçonnent le gouvernement de fraudes électorales, et boycottent l'élection. | Seul parti en lice, le Parti national remporte automatiquement tous les sièges. Leabua Jonathan demeure premier ministre.                                                                                  |
| 30 septembre       | Sao Tomé-et-Principe | Législatives | Sao Tomé-et-Principe à cette date est un État à parti unique. Tous les candidats sont membres du seul parti autorisé. Après validation de leur candidature, ils sont élus au suffrage indirect, par les assemblées populaires des districts, elles-mêmes élues par les citoyens au suffrage direct du 16 au 20 août.        | Le Mouvement pour la libération de Sao Tomé-et-Principe (socialiste) remporte mécaniquement tous les sièges. L'Assemblée nationale reconduit Manuel Pinto da Costa au poste de président de la République. |

### Octobre
| Date            | Pays          | Élections                      | Contexte | Résultats |
| --------------- | ------------- | ------------------------------ | --- | --- |
| 1er octobre     | Sierra Leone  | Présidentielle                 | Première élection présidentielle au suffrage universel. La Sierra Leone à cette date est un État à parti unique. L'élection est un plébiscite : les citoyens sont invités à voter pour ou contre le candidat unique.                                                                                             | Joseph Saidu Momoh (Congrès de tout le peuple) est élu avec 99,85 % de suffrages favorables. |
| 6 octobre       | Portugal      | Législatives                   | | Parlement sans majorité. Alternance. Le Parti social-démocrate (libéral-conservateur) obtient une majorité relative des sièges. Aníbal Cavaco Silva devient premier ministre. |
| 13 octobre      | Belgique      | Législatives                   | | Parlement sans majorité. Le parti Chrétiens-démocrates et Flamands (centre-droit) conserve une majorité relative des sièges. Wilfried Martens demeure premier ministre, à la tête d'un gouvernement de coalition qui inclut les socialistes et les libéraux.                                                                                  |
| 13 octobre      | Pologne       | Législatives                   | Seuls les candidats approuvés par le Mouvement patriotique pour le renouveau national sont autorisés. Bien qu'il existe plusieurs partis politiques, ils sont subordonnés de facto au Parti ouvrier unifié. Les autorités présentent deux candidats par circonscription, invitant les citoyens à les départager. | Le Parti ouvrier unifié (marxiste-léniniste) conserve une majorité absolue des sièges, les autres revenant à ses alliés. Zbigniew Messner devient premier ministre. |
| 15 octobre      | Liberia       | Législatives et présidentielle | Premières élections depuis le coup d'État autochtone de 1980. Les élections visent à restaurer un semblant de démocratie multipartite. Elles sont néanmoins entachées de fraudes massives. | Le Parti démocratique national remporte officiellement une très large majorité des sièges. Son candidat Samuel Doe, auteur du coup d'État, est déclaré élu au premier tour avec 50,9 % des voix. Les observateurs étrangers estiment que son adversaire Jackson Doe (sans lien de parenté), du Parti de l'action, est le véritable vainqueur. |
| 6 au 20 octobre | Birmanie      | Législatives                   | La Birmanie à cette date est un État à parti unique, et une dictature militaire. | Le Parti du programme socialiste birman, seul parti autorisé, remporte automatiquement tous les sièges. |
| 27 octobre      | Côte d'Ivoire | Présidentielle                 | La Côte d'Ivoire à cette date est un État à parti unique. Le président sortant est le seul candidat. | Félix Houphouët-Boigny (Parti démocratique de Côte d'Ivoire, libéral-conservateur) est automatiquement réélu avec 100 % des voix. Des élections législatives ont lieu en novembre. |
| 27 octobre      | Tanzanie      | Législatives et présidentielle | La Tanzanie à cette date est un État à parti unique. Pour les élections législatives, les citoyens dans chaque circonscription ont le choix entre deux candidats, tous deux du même parti. L'élection présidentielle est un plébiscite : les citoyens sont appelés à voter pour ou contre le candidat unique.    | Le parti Chama cha Mapinduzi (ujamaa, socialisme africain) remporte mécaniquement tous les sièges. Ali Hassan Mwinyi est élu président avec 95,7 % de suffrages favorables. |

### Novembre
| Date        | Pays          | Élections                      | Contexte | Résultats |
| ----------- | ------------- | ------------------------------ | --- | --- |
| 3 novembre  | Argentine     | Législatives                   | | L'Union civique radicale (social-libérale) conserve de peu sa majorité absolue des sièges. |
| 3 novembre  | Guatemala     | Législatives et présidentielle | 1er tour de la présidentielle, et tour unique des législatives. Premières élections après l'adoption d'une Constitution démocratique au mois de mai. Fin de la dictature militaire responsable de la mort ou de la disparition forcée de dizaines de milliers de civils.   | Alternance. Le parti Démocratie-chrétienne remporte de justesse une majorité absolue des sièges. |
| 10 novembre | Côte d'Ivoire | Législatives                   | La Côte d'Ivoire à cette date est un État à parti unique. Des candidats sans étiquette peuvent néanmoins se présenter contre les candidats choisis par le parti. Les citoyens ont par ailleurs le choix entre plusieurs candidats du même parti dans leur circonscription. | Le Parti démocratique de Côte d'Ivoire (libéral-conservateur) conserve la totalité des sièges. Le taux de participation n'est toutefois que de 33 % environ. |
| 24 novembre | Honduras      | Législatives et présidentielle | | Le Parti libéral (libéral-conservateur), qui disposait d'une majorité absolue des sièges, conserve exactement la moitié des sièges au Congrès. Son candidat José Azcona del Hoyo est élu président de la République avec 51 % des voix, devant notamment Rafael Leonardo Callejas Romero (Parti national, conservateur). |

### Décembre
| Date              | Pays      | Élections      | Contexte | Résultats |
| ----------------- | --------- | -------------- | --- | --- |
| 7 décembre        | Cap-Vert  | Législatives   | Le Cap-Vert à cette date est un État à parti unique. Les autorités présentent une liste unique composée d'autant de candidats qu'il y a de sièges à pourvoir. Les citoyens sont appelés à approuver ou rejeter ces candidats. | L'ensemble des candidats sont élus, avec un taux d'approbation général de 94 %. Le Parti africain pour l'indépendance du Cap-Vert (socialiste, nationaliste de gauche) remporte ainsi tous les sièges. Pedro Pires demeure premier ministre. |
| 8 décembre        | Chypre    | Législatives   | | Parlement sans majorité. Le Rassemblement démocrate obtient une majorité relative des sièges. |
| 8 décembre        | Guatemala | Présidentielle | 2d tour. | Alternance. Vinicio Cerezo (Démocratie-chrétienne) est élu avec 68,4 % des voix, après la victoire de son parti aux législatives en novembre. Il devance Jorge Carpio Nicolle (Union nationale du centre).                                   |
| 9 décembre        | Guyana    | Législatives   | | Le Congrès national populaire (socialiste) conserve une majorité absolue des sièges, au terme d'élections frauduleuses. Hamilton Green demeure premier ministre.                                                                             |
| 12 et 19 décembre | Andorre   | Législatives   | Il n'existe pas de partis politiques en Andorre à cette date. Tous les candidats se présentent sans étiquette. | Victoire de la majorité sortante. Josep Pintat-Solans demeure premier ministre. |